# 나카시 (이바라키현)
나카시(일본어: 那珂市)는 일본 이바라키현 북부에 있는 시이다.

## 개요
나카 대지를 차지하고 북쪽은 히타치오타시와 히타치오미야시, 북동쪽은 히타치시, 동쪽은 히타치나카시와 나카군 도카이촌, 남쪽은 현청 소재지인 미토시, 서쪽은 히가시이바라키군 시로사토정과 각각 인접하고 최근에는 미토시와 히타치나카시의 주택 지역으로 인구가 증가했다. 2005년 1월 21일에 나카군 나카정이 우리즈라정을 편입, 합병해 시로 승격하면서 탄생했다.

## 역사
- 1942년 9월 8일 - 스가야촌이 정으로 승격해 스가야정이 되었다.
- 1955년 3월 31일 - 스가야정, 간자키촌, 도다촌, 요시노촌, 누카타촌, 기자키촌이 신설 합병해 나카군 나카정이 되었다.
- 2005년 1월 21일 - 나카정 북서쪽에 위치하는 나카군 우리즈라정을 편입, 합병해 시로 승격하면서 나카시가 되었다. 합병 당시 나카정의 면적은 약 83.14㎢, 인구는 약 4만 6천 명이었다.

## 교통

### 철도
- 동일본 여객철도 스이군선

### 도로
- 조반 자동차도
- 국도 제6호선
- 국도 제118호선
- 국도 제349호선(일본어판)

## 인구
| 연도 | 인구   | ±%     |
| ---- | ------ | ------ |
| 1920 | 38,559 | —      |
| 1930 | 37,829 | −1.9%  |
| 1940 | 37,718 | −0.3%  |
| 1950 | 38,427 | +1.9%  |
| 1960 | 37,544 | −2.3%  |
| 1970 | 38,256 | +1.9%  |
| 1980 | 44,768 | +17.0% |
| 1990 | 51,078 | +14.1% |
| 2000 | 55,069 | +7.8%  |
| 2010 | 54,240 | −1.5%  |
| 2020 | 53,502 | −1.4%  |

|                                            | |
| 나카시의 전국의 연령별 인구 분포（2005년） | 나카시의 연령·남녀별 인구 분포（2005년）                                                                                  |
| ■자주색 ― 나카시 ■녹색 ― 일본전국          | ■파랑색 ― 남자 ■빨간색 ― 여자                                                                                             |
| · 나카시（에 해당되는 지역）의 인구추이    | |
| 일본 총무성 통계국 국세조사 결과           | |
|                                            | 이 그래프는 더 이상 지원되지 않는 레거시 그래프 확장 기능을 사용하고 있습니다. 새로운 차트 확장 기능으로 변환해야 합니다. |